# 朗甘贝尔
朗甘贝尔（法語：Languimberg，法語發音：[lɑ̃ɡɛ̃bɛʁ]）是法国摩泽尔省的一个市镇，属于萨尔堡-萨兰堡区。

## 地理
朗甘贝尔（48°44'46"N, 6°51'34"E）面积18.38 平方千米，位于法国大東部大區摩泽尔省，该省份为法国东北部内陆省份，是洛林的一部分，西南接默尔特-摩泽尔省，东临下莱茵省，北与卢森堡和德国接壤。
与朗甘贝尔接壤的市镇（或旧市镇、城区）包括：阿祖当日、迪亚讷卡佩勒、弗里堡、贡德雷克桑日、罗德。
朗甘贝尔的时区为UTC+01:00、UTC+02:00（夏令时）。

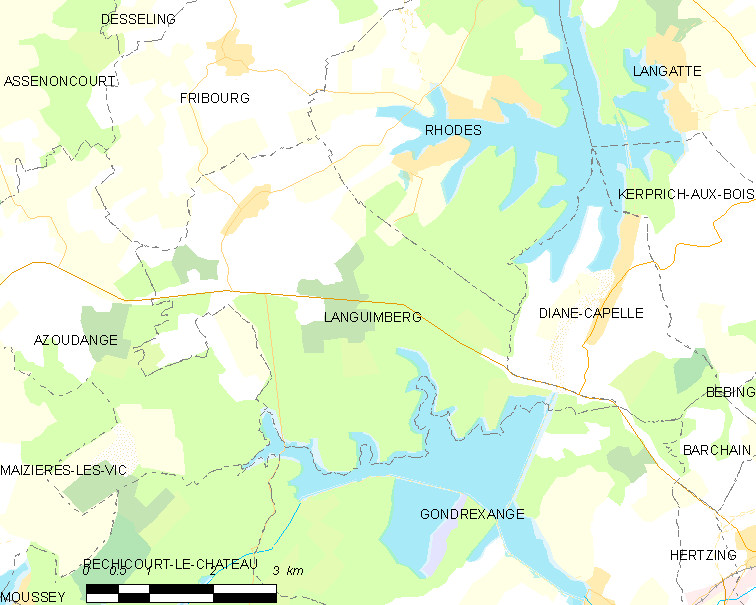
朗甘贝尔的OSM定位图

## 行政
朗甘贝尔的邮政编码为57810，INSEE市镇编码为57383。

## 政治
朗甘贝尔所属的省级选区为萨尔堡县。

## 人口

1962-2008年间朗甘贝尔人口变化图示

朗甘贝尔于2022年1月1日时的人口数量为159人。